# Mariana Sîrbu
Mariana Sîrbu (n. anii 1940, Iași, România – d. 1 august 2023) a fost o violonistă română.

## Biografie
Sîrbu a început să cânte la vioară sub supravegherea părinților ei. Apoi a studiat cu Ștefan Gheorghiu la Universitatea Națională de Muzică „Ciprian Porumbescu” București din București. Ea a devenit recunoscută la nivel internațional când și-a început cariera de concert. A cântat ca solistă în multe dintre marile săli de concerte ale lumii, cum ar fi Berliner Philharmonie, Teatro Colón (Buenos Aires), Sydney Opera House, Wiener Musikverein, Concertgebouw (Amsterdam), Carnegie Hall și Lincoln Center (New York), Teatro alla Scala (Milano) și Suntory Hall (Tokio). De asemenea, a participat la multe festivaluri internaționale de muzică.
În 1968, Sîrbu a fost fondatoarea Cvartetului de coarde Academica, cu care a făcut turnee în multe țări. Cu cvartetul, a fost câștigătoare a mai multor competiții internaționale, inclusiv Liège 1972, Munchen 1973, Geneva 1974 și Belgrad 1975.
În 1985, Sîrbu s-a alăturat Trio di Milano cu pianistul Bruno Canino și violoncelistul Rocco Filippini. În 1994 a participat la înființarea Quartetto Stradivari. Din 1992 până în 2003 a fost concertmaster al orchestrei de cameră I Musici. Ea a fost numită recent director invitat principal al Orchestrei de cameră din Irlanda.
Sîrbu cântă la o vioară Stradivarius (modelul „Conte di Fontana”, 1702), care fusese cântată de violonistul rus David Oistrakh .

## Activități didactice
După absolvirea facultății, Sîrbu a lucrat câțiva ani ca asistent al lui Ștefan Gheorghiu la București. Mai târziu a predat la Scuola di Musica di Fiesole din Florența. A susținut cursuri de master în Spania, Irlanda, Italia, Franța, Elveția, Olanda, Canada, Japonia și China. Din 2002 Mariana Sîrbu este profesor de vioară la Colegiul de Muzică și Teatru Felix Mendelssohn din Leipzig, Germania. Mariana Sîrbu este profesor invitat la Academia Mondială Irlandeză de Muzică și Dans, Universitatea din Limerick, Irlanda.
Sîrbu a fost membru al mai multor jurii internaționale pentru concursuri precum Concorso Internazionale Triennale di Liuteria (Cremona), Concorso Vittorio Gui (Florența), concursul de muzică de cameră Concorso Lorenzi (Trieste), concursurile de cvartete de coarde de la Évian-les-Bains și Bordeaux și concursul de vioară George Enescu (București).  

## Înregistrări
Au fost înregistrate multe dintre spectacolele Marianei Sîrbu, printre care se numără Sonatele pentru vioară ale lui Beethoven și Triplul Concert al lui, Sonatele pentru vioară ale lui Enescu, cele douăsprezece concerte pentru vioară solo din L'arte del Violino a lui Locatelli, cele douăsprezece concerte pentru vioară ale lui Vivaldi.

## Discografie
- 1995 Enescu: Sonate pentru vioară [3]
- 2012 Franck: Lucrări de cameră [4]

## Premii
- Premiul George Enescu (București)
- Premiul Carl Flesch (Londra)
- Premiul Maria Canals (Barcelona)
- Vittorio Gui Preis (Florenta)